# Крымская эвакуация (1919)

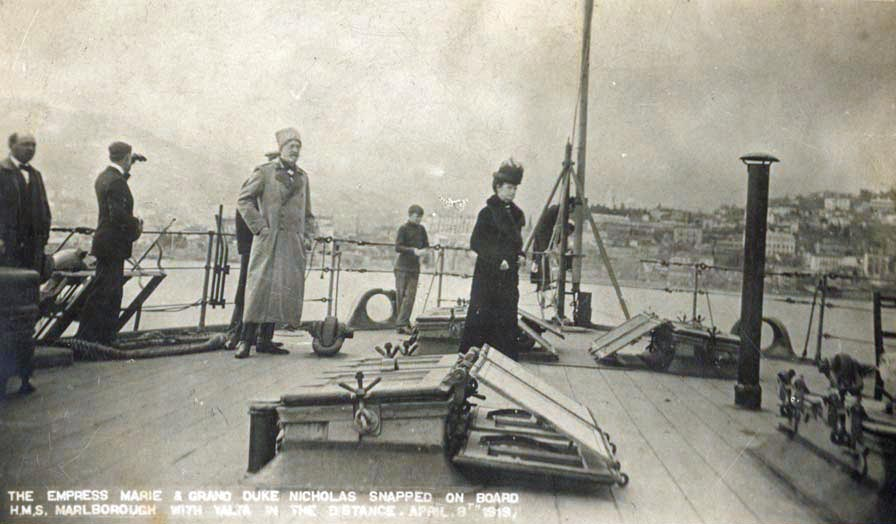
Крым, Ялта. Мария Фёдоровна и Николай Николаевич на борту британского линкора «Мальборо» 11 апреля 1919 г.

Крымская эвакуация (8 апреля — 29 апреля 1919 года, Крым) — массовый исход гражданского населения, войск Добровольческой армии и оккупационных войск стран Антанты. Произошла после взятия частями Украинской советской армии под общим командованием Павла Дыбенко укреплений Перекопа и их продвижением внутрь Крыма во время Гражданской войны в России.

Из Севастополя эвакуировалось второе Крымское краевое правительство Соломона Крыма и несколько тысяч гражданских, в основном принадлежащих к имущим классам. С Южного берега Крыма Королевский Британский флот по приказу короля Георга V эвакуировал вдовствующую императрицу и других членов дома Романовых и несколько тысяч беженцев, которые опасались повторения эксцессов Красного террора в Крыму зимы 1917—1918 годов.
Одновременно выводились все сухопутные контингенты союзников Антанты в Крыму, в первую очередь греческий и французский, уничтожались корабли бывшего Императорского Черноморского флота, для которых белые не смогли собрать команд, артиллерия Севастопольской базы, и вывозилось военное имущество. Контролируемые Добровольческой армией плавсредства направлялись в Новороссийск и порты Кавказа, союзники эвакуировались в Константинополь и далее.
Особенностью Крымской эвакуации 1919 года в отличие от более известной Крымской эвакуации 1920 года были более скромные масштабы. Эвакуировались тысячи беженцев против 150 000 в 1920 году. Второй отличительной чертой является преобладание среди эвакуированных русских гражданского населения. Войска Добровольческой армии организованно отступили на Керченский полуостров и заняли прочную оборону на Ак-Монайском перешейке под прикрытием артиллерии союзной эскадры. Эвакуировались только мелкие подразделения, военные чиновники и Белый флот и его береговые подразделения из Севастополя. Третьей особенностью являлось обеспечение морских перевозок в основном силами союзников. Ни второе Крымское краевое правительство, ни Добровольческая армия судами, командами и углём в необходимом количестве не обладали. Белый флот также не имел команд и половина уводимых в Новороссийск кораблей и судов шли на буксире. Часть эвакуированных были вывезены на коммерческих пароходах, а часть - непосредственно на военных английских и французских кораблях. Как и все ранние эвакуации белых, Одесская эвакуация 1919, Одесская эвакуация 1920, Новороссийская эвакуация, Крымская эвакуация 1919 года отличалась паникой, неразберихой и различными эксцессами.
Эвакуация и связанные события хорошо описана в эмигрантской и советской историографии, в мемуарной литературе, но обычно рассматривается в более широком контексте восстановления советской власти в Крыму на 75 дней, т. н. второго прихода большевиков, когда была объявлена Крымская социалистическая советская республика.

## Предыстория
Политическая власть в Крыму после ухода в ноябре 1918 года кайзеровских немецких оккупационных войск принадлежала второму Крымскому краевому правительству С. С. Крыма (на северные материковые уезды бывшей Таврической губернии его власть не распространялась). Это было одно из наиболее либеральных многопартийных белых правительств в регионах России на тот момент. Оно было сформировано на основе результатов земских выборов и выборов в городские думы, и иногда называется земским. Своих вооруженных сил оно не имело и опиралось на Добровольческую армию при условии её невмешательства во внутреннее управление Крымом. В относительно спокойный регион переехали десятки тысяч беженцев из Центральной России — буржуазия, бывшие чиновники и политики, офицеры, буржуазно-либеральная интеллигенция. Действовала относительная свобода печати (кроме прямой большевистской и анархистской агитации), профессиональные союзы.

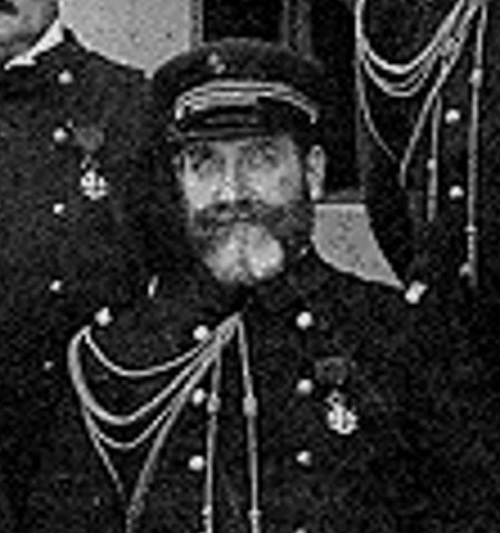
Адмирал Ж. Амет, командующий французской эскадрой

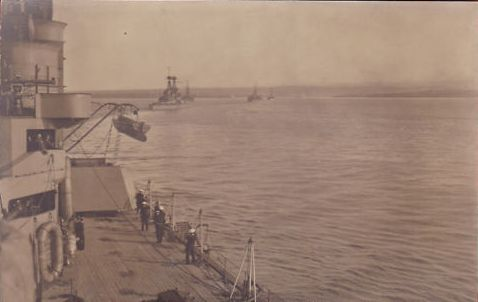
HMS Superb (1907) и корабли эскадры союзников входят в бухту Севастополя в ноябре 1918

На территории Крыма находились французские оккупационные войска, включая туземные части сенегальцев, командующим в Крыму был полковник Труссон. Высадились греческие оккупационные войска в составе 2-го полка ΧΙΙΙ греческой дивизии общей численностью до 2000 человек. В портах Крыма и на главной базе в Севастополе находились мощные, включающие в том числе линейные корабли, английская и французские эскадры, базировавшиеся на Константинополь. Но их флот на последнем этапе не столько помогал Белому флоту Деникина, сколько старался не допустить попадания бывших кораблей Императорского Черноморского флота, артиллерии баз и колоссальных военных припасов в руки большевиков. Поэтому уже вторично после немцев уцелевшие после потопления в Новороссийске русские корабли угоняли в иностранные порты, топили, взрывали механизмы, вывозили припасы и имущество. В связи с общей усталостью от войны, непонятных солдатам целей оккупации и успешной большевистской агитацией войска интервентов стали стремительно разлагаться. Это закончилось Черноморскими восстаниями на французском флоте.

Командующий Крымско-Азовской армией генерал-лейтенант А. А. Боровский

Немцы во время оккупации Крыма до самой осени 1918 года не разрешали развертывать на контролируемой территории вооруженные структуры Добровольческой армии. В Крыму после ухода немецких войск в ноябре 1918 года был создан Крымский центр Добровольческой армии и началась формирование 4-й пехотной дивизии (Крымской), командир генерал-майор А. В. Корвин-Круковский. Командующим силами Доброармии в Крыму был генерал-майор барон Н. А. де Боде. Был сформирован Крымско-Азовский корпус. Хотя на территории Крыма находились десятки тысяч бывших офицеров, боеспособные части Доброармии были очень малочисленны. Крым считался тыловым и малозначительным в военном отношении районом. Позднее Боде сменил на посту генерал-лейтенант А. А. Боровский. В Севастополе 12 марта 1919 года он провёл встречу с Верховным комиссаром Франции на Юге России генералом Л. Франше д’Эспере. Тот обещал усилить Добровольческую армию греческим контингентом и потребовал от неё более активных действий в Северной Таврии. Участие французских частей на фронте не обещалось. Весь французский контингент (оценочно до 20000  считая с моряками эскадры) находился в Севастополе.
Французское общество устало от войны. 29 марта 1919 года Ж. Клемансо (по совместительству занимавший пост военного министра) издал директиву об оставлении Одессы и отводе войск союзников на линию Днестра, а маршал Ф. Фош объявил во французском парламенте, что «с сего дня ни один французский солдат больше не будет отправлен в Россию, а те, кто сейчас служат там, будут возвращаться». 3 апреля 1919 года кабинет Клемансо был отправлен в отставку. Французская Палата депутатов отказала в продолжении кредитования французских военных операций в России.
По воспоминаниям министра краевого правительства П. С. Бобровского, с определённого момента оно мало надеялось на то, что Добровольческая армия отстоит Крым: «большое количество офицеров упорно отклонялось от отправки на фронт, предпочитая околачиваться вокруг штабов. На фронте, по нашим сведениям, были ничтожные силы».
Инженерные заграждения не были выполнены в полном объёме. Начальник штаба севастопольской крепости Ф.  П. Рерберг писал: «Пока была надежда на успех, Екатеринодарское и Симферопольское начальство весьма хладнокровно относилось к нашим предложениям об укреплении и вооружении пушками Канэ Перекопских и Чонгарских позиций; над нами смеялись, наши предложения отвергали…».

Обследовав местность, командиры Симферопольского офицерского полка убедились, что существование Перекопских укреплений с несколькими рядами проволочных заграждений оказалось мифом. «Лишь на левом фланге у „Кордона“ нашли сомкнутый окоп для стрельбы стоя с тремя рядами проволоки и несколько восточнее другой окоп. Больше ничего по всей линии». Командир полка донес об этом начальнику 4-й пехотной дивизии генералу А .В. Корвин-Круковскому и начальнику штаба полковнику Г. А. Дубяго. Те были «более чем поражены».

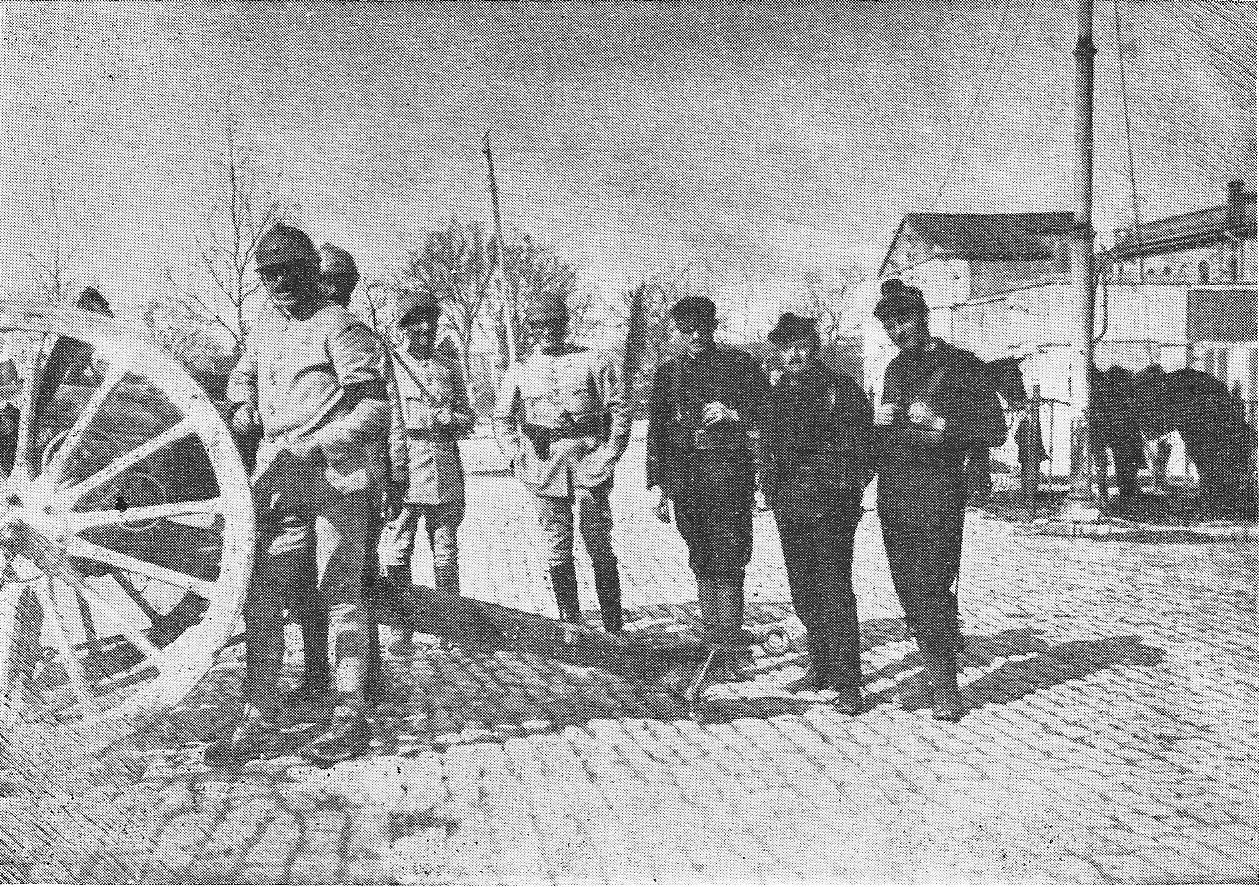
Французские войска в Севастополе, 13 марта 1919 года

В первой половине марта части 2-й Заднепровской бригады заняли станции Пришиб и Федоровка, а 14 марта 1919 взяли Мелитополь. Через два дня красные продвинулись на 35 верст южнее до ст. Большой Утлюк. Это предотвратило попытки войск Донского фронта белых соединиться с силами Антанты в Херсоне и портах Таврии. В 20-х числах марта 1919 войска 2-й бригады подошли к укрепленным позициям белых на Чонгарском и Перекопском перешейках, где находились всего 2500 деникинских и 600 греческих солдат. На Чонгарском перешейке укрепился Мелитопольский офицерский полк и другие части 5-й пехотной дивизии под командой генерала Матвеева. На флангах со стороны Чёрного и Азовского морей находились корабли Антанты.
Пасманик Д. С. вспоминал «[Полковник] Труссон обещал оказать помощь добровольцам, если они удержат вторую линию обороны (у озёр), но после сдачи этой линии Труссон отказался впредь поддерживать добровольцев…» французы также стали отступать к Севастополю.
5 апреля 1919 1-я Заднепровская Украинская советская дивизия (комдив П. Е. Дыбенко) Украинского фронта захватила Перекопский перешеек и должна была остановиться на выгодных позициях, заперев белых в Крыму, но приказа вышестоящего командования не последовало. Дивизия продолжила в наступление вглубь полуострова. В апреле 1919 года части 2-й Украинской советской армии прорвали укрепления белых и интервентов на Перекопе и овладели значительной часть Крыма, 29 апреля взяв Севастополь. Былые организованно отступили на Керченский полуостров и заняли прочную оборону на Ак-Монайском перешейке под прикрытием артиллерии союзной эскадры.

## Эвакуация из Севастополя

### Стихийная эвакуация гражданских лиц
С 10 апреля 1919 года происходила паническая эвакуация со всего Крыма и далее из Севастополя имущих слоев и опасающихся репрессий большевистской власти — судейских чинов, полицейских, тюремных стражников, офицеров Доброармии: «У Графской пристани в течение всего вчерашнего дня [10 апреля] творилось нечто неописуемое. Сюда стекались со всех концов города подводы с вещами, ехали на автомобилях, на экипажах, везли домашнюю рухлядь, солидные, дорогой жёлтой кожи чемоданы. Все это сваливалось здесь, переносилось на катера, на военные транспорты. Здесь ярче, чем где бы то ни было, проявлялась паника. Чувство чисто животного страха обуяло всех уезжающих: будто не верят они, что они уже в безопасности, что ещё час другой, и они простятся с родной землей. <…> Лишь к трем часам… несколько утихла паника, уже все, кому выпало с их точки зрения счастье уехать, находились на своих местах…» — писала севастопольская газета «Крымский вестник» от 11 апреля (29 марта) 1919 года.
Союзники проводили тщательную сортировку желающих. Редактор газеты Д. С. Пасманик вспоминал о получении пропусков на пароходы: «Перед зданием, где помещался Base Navale (военно-морская база), стояли с утра до вечера тысячи русских людей, ожидая своей очереди на получение пропуска на пароход. У дверей стояли французские матросы, которые относились к нам отвратительно». Сам автор добивался пропуска 4 дня.
Ф.  П. Рерберг оценивал число беженцев, прибывших в Севастополь из Симферополя в две тысячи человек, не считая находившихся в Севастополе до этого.
Кроме того, за несколько дней до этого закончилась Одесская эвакуация (1919) и некоторая часть кораблей и судов с эвакуированными пришла в Севастополь.

### Эвакуация второго Крымского краевого правительства

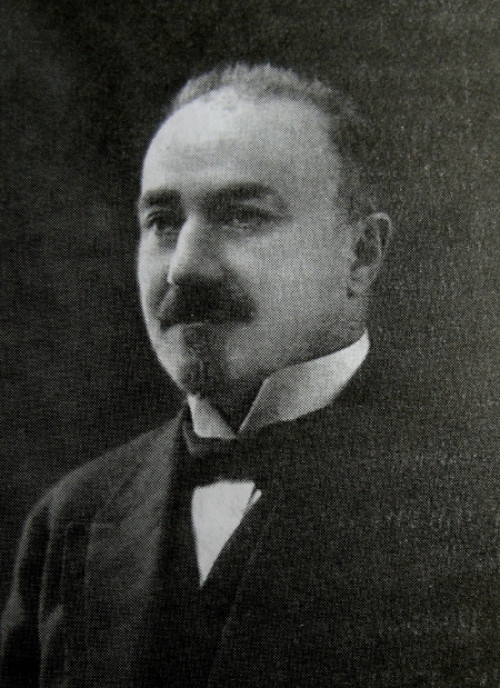
Соломон Крым — глава второго Крымского краевого правительства

Красные части подошли к Севастополю 15 апреля 1919 года. Наступление на Севастополь осуществляли 3-й Таврический полк (3011 бойцов при 1750 штыках) под командованием Вс. Павловского и часть 4-го Заднепровский полка под командованием начальника штаба полка М. А. Петровского. Французские войска отказались оказывать сопротивление, а на трёх французских кораблях («Мирабо», «Жан Маре», «Франс») были подняты красные флаги. Восставших французских моряков обстреляли греческие войска, но после подавления восстания внутри войск Антанты уже не было речи о том, чтобы сопротивляться большевикам.
Вечером 15 апреля на греческом пароходе «Надежда» Севастополь покинули члены второго Крымского краевого правительства, многие из них с семьями.
Бобровский П. С., в 1919 году министр краевого правительства, вспоминал "Другое, более тяжкое чувство владело и владеет мной при таких воспоминаниях. Это чувство национального позора. Я переживал его уже не в первый раз. В прошлую эвакуацию, в апреле 1919 года, грубый и глупый французский офицер орал на нас, членов Крымского правительства, требуя каких-то несуществующих денег. Он же держал нас под домашним арестом на пароходе. А потом господа "союзники" не разрешили нам съехать в Константинополе на берег и доставили нас против нашей воли в Афины".
Корреспондентка московских «Известий» З. В. Рихер-Дурова писала по горячим следам: «…Говорят, когда генералу Труссону донесли, что большевики подходят к Севастополю, он не верил: их слишком мало здесь, не посмеют! Однако большевики посмели и стали наступать со стороны Бельска, Лабораторной балки, Стрелецкой бухты. Все рабочее население с радостью встретило советские войска и оказало им всякое содействие. Английские и французские суда открыли огонь, но снаряды падали за городом и больше потревожили мертвых (вспахав кладбище), чем причинили вреда живым — убитых почти не было, раненых немного. Всю ночь шла ружейная перестрелка между греками, французами и повстанцами, которые дошли почти до вокзала. Повстанцы неохотно ушли из города, получив приказ об отступлении. Начались мирные переговоры…».

### Эвакуация Белого флота

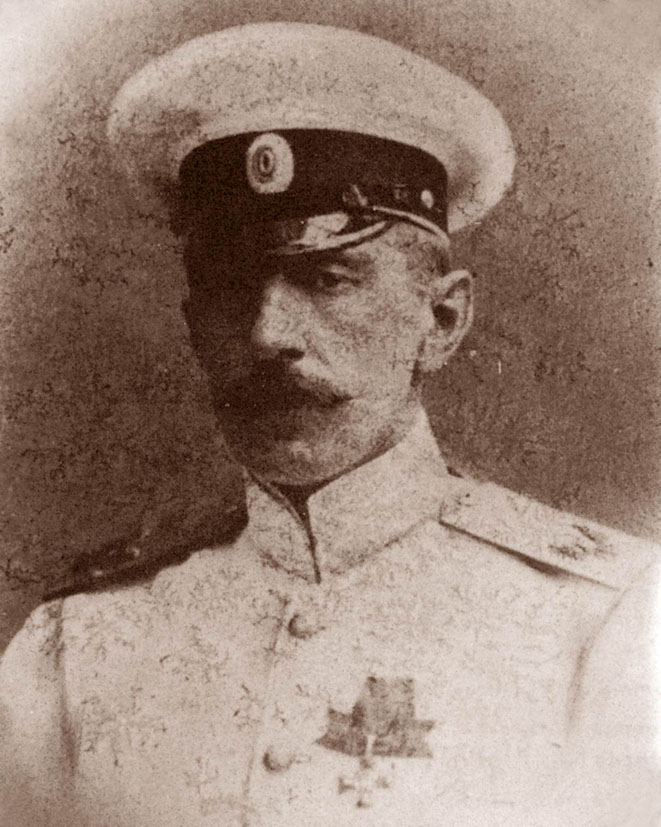
Вице-адмирал М. П. Саблин, командующий Белым Черноморским флотом

В середине апреля 1919 года вице-адмирал М. П. Саблин получил приказ оставить Севастополь, поскольку его потеря стала неминуема, и ускорить приготовления для перехода в Новороссийск. Крупный транспорт «Рион», на котором не было команды, должен был идти на буксире и предназначался для эвакуации гражданских лиц. Отход назначен на 11 апреля. На борту находилось около 4 тысяч пассажиров, расположившихся по палубам и трюмам. Среди них на корабль проник агент большевиков, принесший в носовой трюм в чемодане бомбу с часовым механизмом. Уже в сумерках произошел большой силы взрыв, разбросавший во все стороны скученных пассажиров. Всего 21 человек был убит и 79 ранено, среди них женщины и дети. Командиру транспорта капитану 2-го ранга А. В. Городыскому и бывшим с ним девяти офицерам удалось остановить панику, но несколько человек прыгнуло за борт. После наведения порядка, около половины пассажиров, опасаясь новых взрывов, покинуло транспорт.
Корабли, которые могли двигаться под собственными машинами, стали готовиться к отходу, среди них ПЛ «Тюлень». Несколько эсминцев, а также ПЛ «Утка» и «Буревестник» решено было увести на буксире, их готовили офицеры «подплава». Утром 12 апреля красные заняли Балаклаву. Там во избежание захвата был затоплен груженный снарядами транспорт «Батум». 15 апреля 1919 года передовые части 1-й Заднепровской дивизии заняли Инкерман и подошли к Корабельной слободке. Французские суда открыли по ним огонь.
Утром на флагманский корабль французского флота «Жан Бар» прибыли парламентеры с предложением заключить перемирие и нейтрализацию Севастополя с условием, что отряды Добровольческой армии и их корабли будут разоружены. Французы дали приказ добровольцам покинуть Севастополь. 16 апреля корабли Белого флота покинули Севастополь, первым утром из Северной бухты под флагом адмирала Саблина вышел крейсер «Кагул», а последним кораблем в 17 часов подлодка «Тюлень». ПЛ «Утка» и «Буревестник» были выведены на буксире парохода «Дмитрий». На борту ПЛ «Тюлень» было 35 офицеров и 20 пассажиров. В Новороссийск караван пришёл 18 апреля в 20.15.
При отступлении войск Антанты в апреле 1919 года избежал увода и затопления крейсер «Кагул» (позднее в Белом флоте Генерал Корнилов). Капитан 2 ранга В. А. Потапьев начал набирать команду и готовить крейсер к походу. К моменту ухода из Севастополя команда крейсера при огромном некомплекте состояла из 42 морских офицеров, 19 инженеров-механиков, двух врачей, 21 сухопутного офицера, нескольких унтер-офицеров и 120 охотников-добровольцев флота, включая три десятка присланных из Екатеринодара кубанских казаков, при штатном составе в 570 человек.
Транспорты и пароходы с сотнями мирных жителей в трюмах и на палубах буксировали миноносцы «Жаркий», «Живой», «Поспешный», «Пылкий», «Строгий», «Свирепый» и даже подводные лодки «Утка», «Буревестник»".
Переданные Морским силам Юга России подводные лодки с неполными командами были переведены в Новороссийск («Тюлень» на ходу, «Утка», «Буревестник» на буксире).

### Подписание перемирия между красными и войсками Антанты
Поскольку у французов в севастопольском доке стоял повреждённый линкор «Мирабо», а состояние войск после Черноморских восстаний на французском флоте не позволяло вести бои, а красные не имели значительных сил и артиллерии против мощной эскадры, стороны заключили перемирие. Полковник Труссон затягивал переговоры чтобы успеть вывезти дорогостоящие грузы. По выражению Труссона в порту находятся «колоссальные запасы — на 5 млрд франков». После того, как часть оборудования была отправлена в Константинополь (для этого понадобилось 31 судно), а другая часть была передана добровольцам и вывезена ими (еще на 35 судах и 9 катерах), не было нужды больше оборонять город.
В телеграмме Петренко от 19 апреля, предназначенной для прессы, условия перемирия описывались так: «После трехдневных переговоров [с] союзным командованием делегацией достигнуто соглашение [и] заключено перемирие [на] 8 дней до 25 апреля. Власть в Севастополе передается Ревкому, который принимает все дела, 19 апреля подготовляется избрание Совета. Вывоз имущества из города французами воспрещается. По истечении восьми дней, если решение союзных правительств относительно дальнейшей судьбы Севастополя не выяснится, срок перемирия может быть продлен; в городе вводится красная милиция. К-р группы Крымск. направл. Петренко».
Позиция советских украинских властей отражена в лице Председателя СНК УССР Х. Г. Раковского «…По мнению Раковского, союзники хотят переговорами выиграть время для лучшей эвакуации. Поэтому вы должны считаться исключительно военными интересами. Тов. Раковский хочет знать, является ли перемирие непременной необходимостью с военной точки зрения. Если союзники будут уничтожать флот, заявите заранее протест и отметьте, что все убытки, причиненные ими должны быть возмещены. Телеграмму же в Севастополь передайте немедленно. Держите в курсе всех переговоров. Секретарь предсовнаркома Мирра Гец».

### Уничтожение захваченных русских кораблей и базы флота, вывод войск союзников

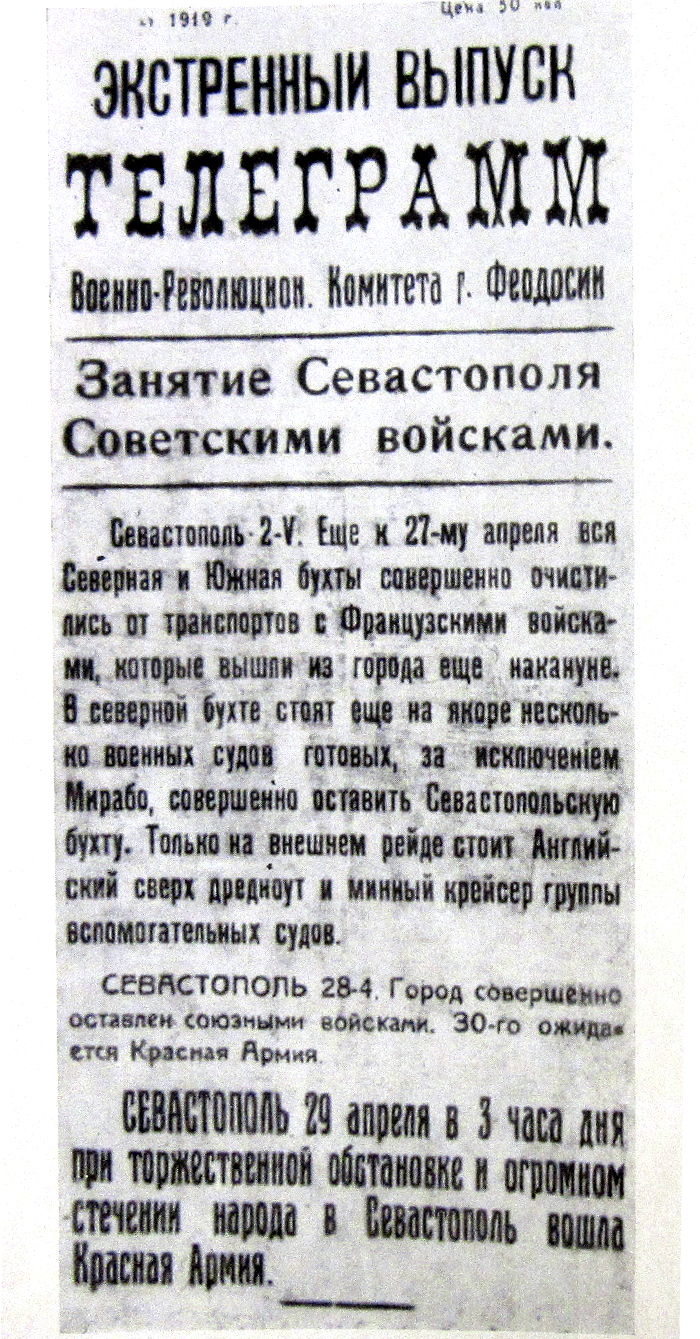
Заметка о эвакуации войск Антанты из портов Крыма в апреле 1919 года

После подписания соглашения английские военные моряки начали планомерное выведение из строя всех русских кораблей, оставшихся в Севастополе. Были вывезены на буксире на глубокую воду и затоплены тринадцать подводных лодок для которых у белых не было команд. Были затоплены 26 апреля подлодки «Кит», «Кашалот», «Нарвал», «АГ-21», «Гагара», «Орлан», «Судак», «Лосось», «Налим», «Скат», «Карп», «Карась» и первый в мире подводный минный заградитель — «Краб».
Старший мастер Севастопольского морского завода Н. С. Тишин вспоминал: «Часто мародеры врывались в дома жителей, грабили все, что попадало под руку, тащили к себе на корабли. От повальных грабежей страдало не только гражданское население. Они ограбили все наши портовые склады, погрузили на корабли и увезли лучшие механизмы, олово, баббит и другие цветные металлы, сукна, парусину и многое другое».
Затем настала очередь надводного флота, на линейных кораблях «Синоп», «Евстафий», «Иоанн Златоуст», «Пантелеймон», «Три святителя» интервенты подорвали машины и сняли наиболее ценные части. На крейсере «Память Меркурия», миноносцах «Быстром», «Жутком», «Заветном», транспорте «Березань» подрывные команды взорвали ходовые механизмы. Было уничтожено имущество авиации флота и самолёты.
Французские военные ещё до заключения соглашения начали разрушать укрепления и вооружение Севастопольской крепости. Закладывали заряды в дульные части пушек и подрывали их. Одновременно происходил грабеж складов военного имущества. В последних числах апреля сухопутные союзные контингенты полностью погрузились на суда и отплыли, но сильные эскадры остались в акватории Чёрного моря, базируясь на Константинополь. Французский линкор «Мирабо» из севастопольского дока, сняв плиты бронепояса, отбуксировали в Константинополь.
Об окончании борьбы за Севастополь свидетельствует телеграмма начальника штаба 4-го Заднепровского полка М.  А. Петровского в штаб 2-й Украинской армии: «29 апреля в 4 часа дня 4-й Заднепровский полк вступил в Севастополь, восторженно встреченный тысячными массами пролетариата. <…> Над Севастополем и морем реют красные знамена. Петровский».

## Эвакуация из Ялты

### Эвакуация членов семьи Романовых английским флотом
Ещё до краха обороны Перекопа английские союзники рассматривали шансы Доброармии как слабые. Из воспоминаний графини Е. П. Клейнмихель — фрейлины вдовствующей императрицы Марии Федоровны: «Однажды я приехала в Харакс в начале марта к назначенному Её Величеством часу и вижу, что перед Дворцом стоит очень запыленный автомобиль. Казак сказал мне, что приехал из Севастополя к Императрице морской офицер, а потому мне надо ждать его отъезда, чтобы войти к Её Величеству. Прошел Князь Долгорукий и казался очень озабоченный. Когда я вошла к Императрице, я застала Её очень взволнованной, и Она с негодованием рассказала мне, что английский офицер приехал от Адмирала [С. Гоф-Калторп], чтобы предупредить Её Величество что на ближайшем фронте большевики приближаются, что рассчитывать на защиту перешейка невозможно, а потому необходимо Императрице уехать. Адмирал пришлет судно или сам приедет, чтобы увезти Её Величество».
Утром 7 апреля в день Благовещения к императрице Марии Федоровне приехал командующий британскими военно-морскими силами в Севастополе адмирал С. Гоф-Калторп. Он сообщил, что король Георг V предоставил в распоряжение императрицы броненосец «Мальборо» и настаивал на отплытии вечером того же дня. Сначала императрица решительно отказалась. С трудом убедили её, что отъезд необходим, так как надо было воспользоваться спокойным морем, чтобы погрузиться.

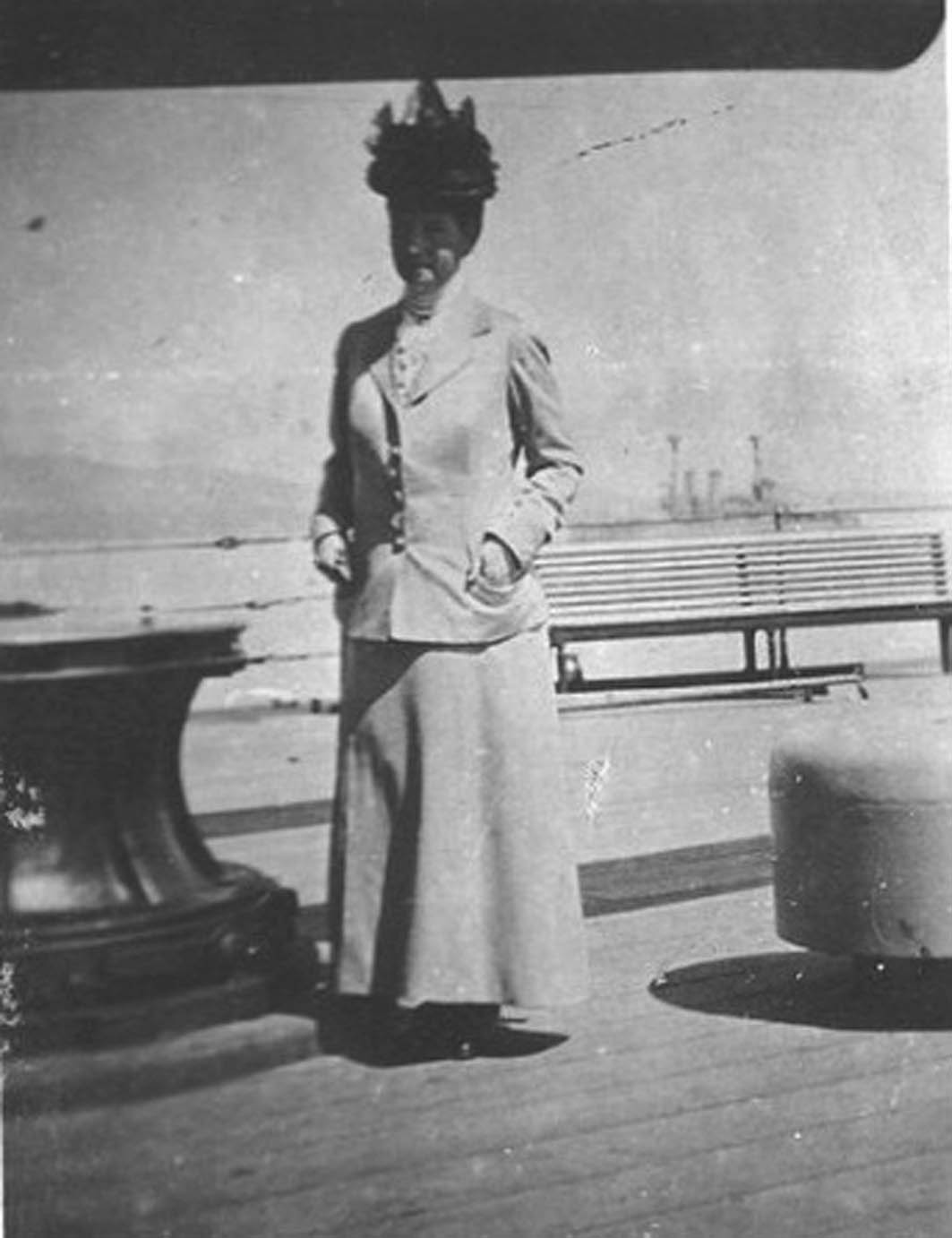
Вдовствующая императрица Мария Фёдоровна Ялта 10 апреля 1919
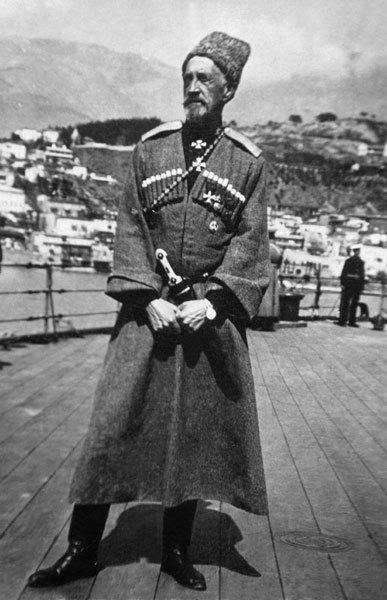
Николай Николаевич
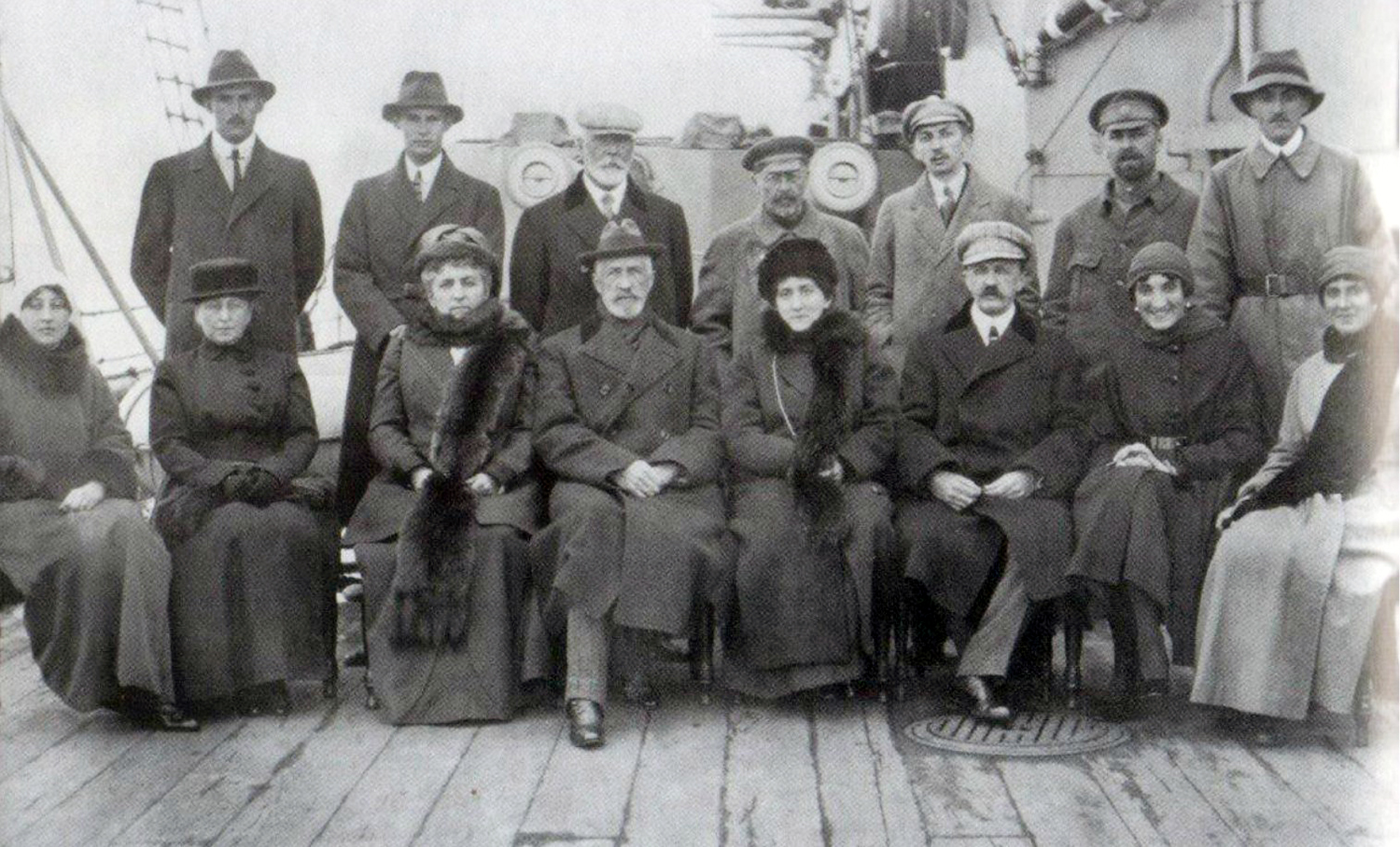
Николай Николаевич  с супругой на Мальборо
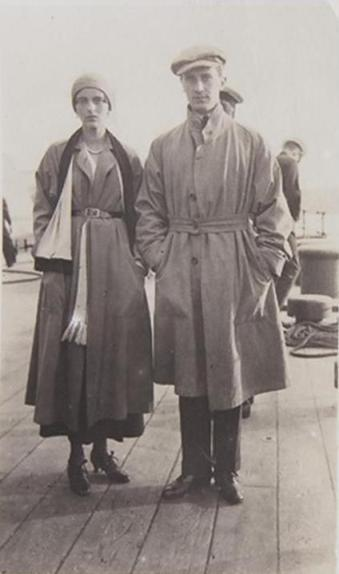
Ф. Ф. Юсупов и Ирина Александровна
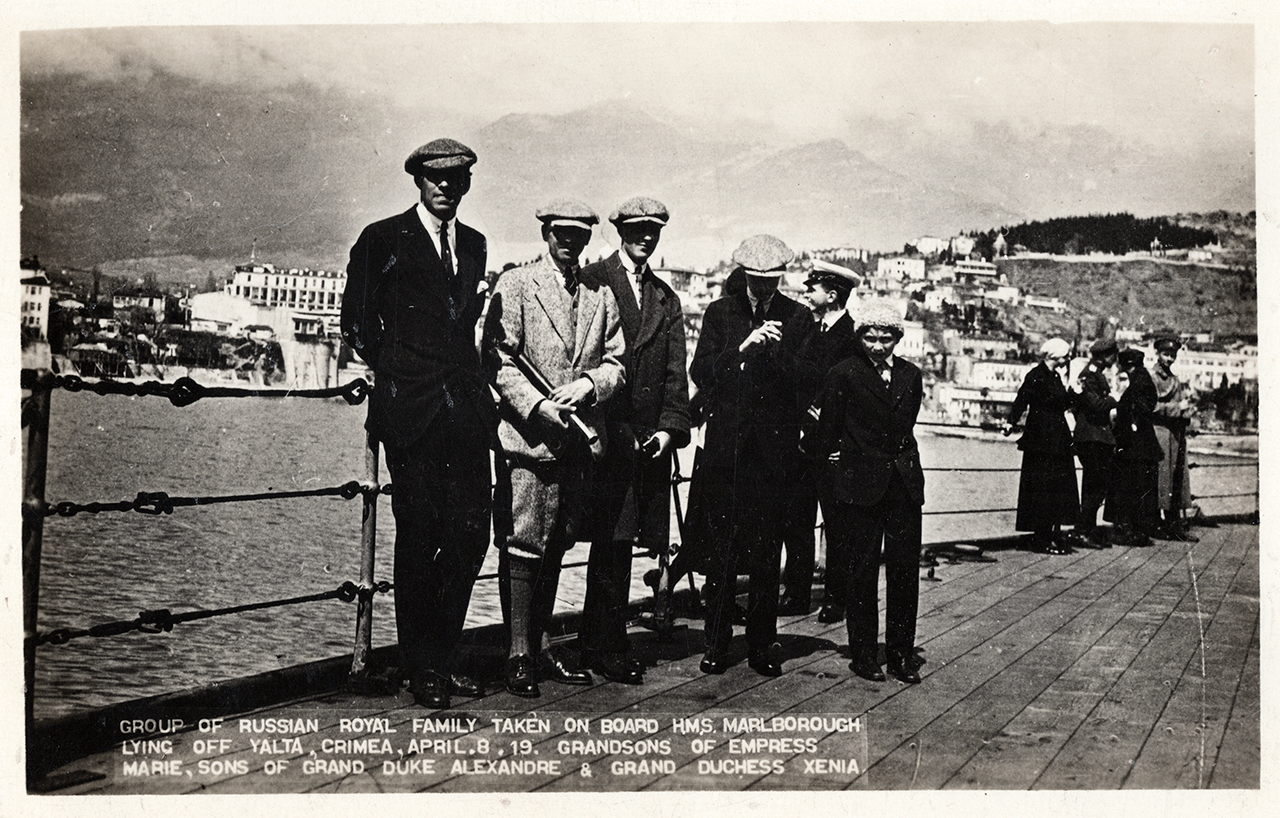
Сыновья Великой Княгини Ксении Александровны
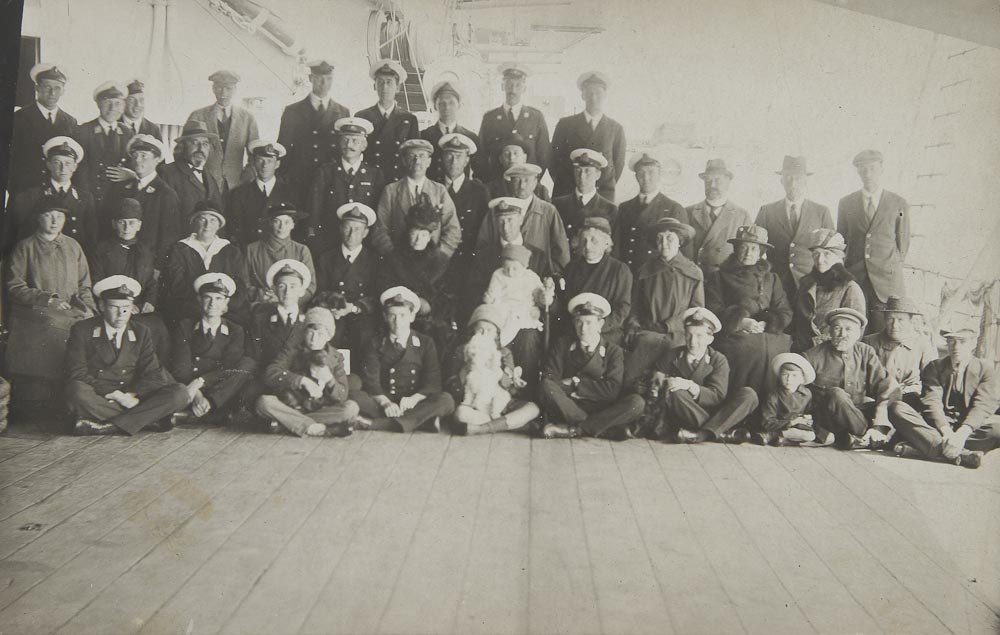
Вдовствующая императрица с командой Мальборо

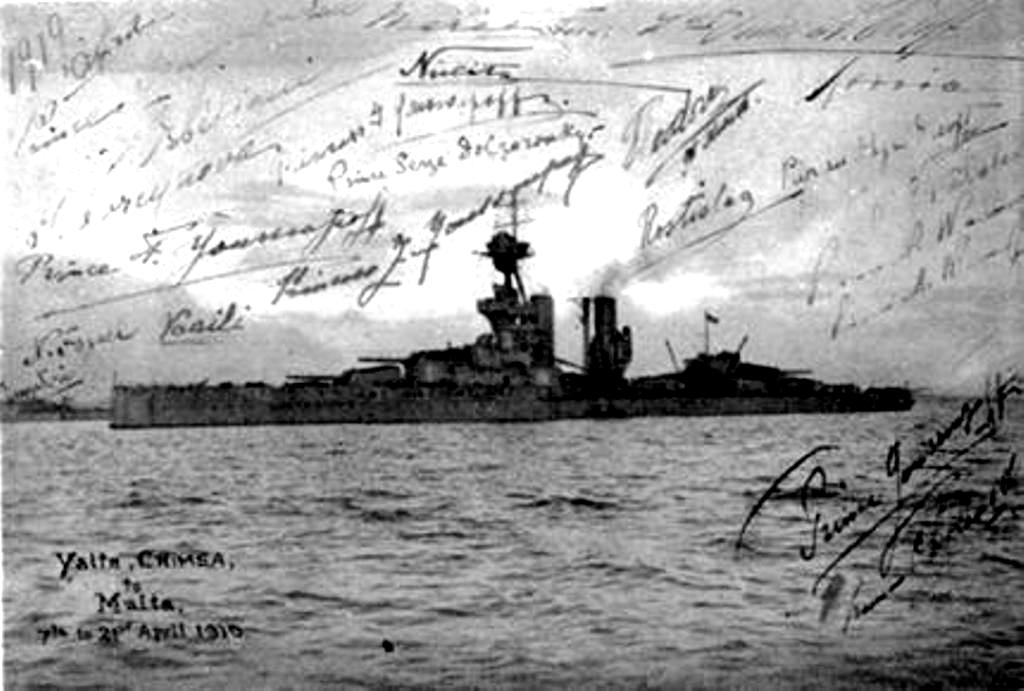
Фото линкора HMS Marlborough с автографами участников похода Ялта-Мальта 21 апреля 1919

8 апреля из дворца Дюльбер и 11 апреля из Ялты были эвакуированы находившихся там Романовы. На борту линкора Россию покинули: вдовствующая императрица Мария Фёдоровна, великий князь Николай Николаевич Младший с женой Анастасией Николаевной, великий князь Пётр Николаевич с женой Милицей Николаевной и детьми Мариной Петровной, Романом Петровичем, Надеждой Петровной, великая княгиня Ксения Александровна с детьми, князья императорской крови Фёдор Александрович, Никита Александрович, Дмитрий Александрович, Ростислав Александрович, Василий Александрович, князья Юсуповы Феликс Феликсович-старший, Зинаида Николаевна, Феликс Феликсович-младший, Ирина Александровна и Ирина Феликсовна. Всего 80 человек на Мальборо, из них 44 члена семьи Романовых и высшей знати, остальные слуги. Все они через Константинополь (13-18 апреля) 20 апреля прибыли на Мальту, откуда 29 апреля продолжили путь в Англию на борту корабля «Лорд Нельсон».
Несмотря на большое количество желающих эвакуироваться, Романовыми и свитой только на Мальборо было загружено около 200 тонн багажа, одежда, личные вещи, предметы роскоши из дворцов Южного берега Крыма.
События с британской стороны отражены в мемуарах вице-адмирала сэра Фрэнсиса Придхэма, который был первым лейтенантом на дредноуте «Мальборо». Он описывает последние исполнение А капелла Государственного гимна Российской империи на русской земле перед императрицей эвакуированными на другом судне офицерами, которое произвело впечатление на английскую команду.

### Эвакуация гражданских лиц
Отплывая из Константинополя, англичане исходя из своих инструкций полагали, что  из Ялты прийдётся вывозить десять-двенадцать человек. Знакомство с ситуаций на месте показала, что только сами Романовы и их личная ближайшая свита это несколько десятков лиц, а вообще желающих эвакуироваться тысячи. Французская Высокая комиссия согласилась ранее помочь обеспечить суда, необходимые для эвакуации, но именно в этот момент уклонилась, вероятно столкнувшись с логистическим кризисом в Севастополе и оставляя британцев ответственными за эвакуацию Ялты.
Из воспоминаний Ф. Ф. Юсупова о событиях тех дней: «В то утро мы все собрались в Араксе отметить день рождения великой княгини Ксении. Императрица поручила мне отнести великому князю Николаю Николаевичу письмо, в котором сообщала, что уезжает, и предлагала ему и семье ехать с нею также». Весть о близком отъезде императрицы и великого князя Николая разлетелась со скоростью света и вызвала колоссальную панику. Люди просились также уехать. Но один военный корабль не мог вместить тысячи и тысячи граждан, бежавших от большевистской пули. Мы с Ириной поднялись на борт «Мальборо», где уже находилась императрица с великой княгиней Ксенией и моими шурьями. Когда Ирина сказала бабке, что для эвакуации людей ничего не сделано и не делается, её величество объявила севастопольскому союзному командованию, что никуда не поедет, пока хоть один человек, из всех тех, чья жизнь в опасности, останется в Крыму. Ей уступили, и большое количество союзных кораблей прибыло в Ялту для эвакуации беженцев".
На Кавказ пытались попасть и мелкие части Доброармии. Телеграмма из фонда Симферопольского Ревкома Крымского госархива: «9 апреля. Военная. Из Ялты в Екатеринодар. Кубанское собрание. Генералу Гришину-Алмазову. Телеграмму получил вчера. Точка. Сейчас же приступил к исполнению Вашего приказания. Точка. Политическая обстановка резко изменилась, принужден вывести весь отряд из Крыма, дабы сохранить жизнь. Точка. В Ялте англичане взяли в свои руки эвакуацию. Я с отрядом как боевая единица ухожу последним. Точка. Если возможно, умоляю подождать. Ротмистр Масловский».
Незадолго до того, как эвакуация из Ялты была закончена, британский шлюп загрузил приблизительно четыреста человек из Императорской Гвардии, главным образом офицеров, которые собрались в Ялте, для транспортировки к Севастополю.
Корреспондентка Известий З. В. Рихтер-Дурова писала: «В порту царит оживление: дымят итальянские, греческие, французские, английские дредноуты, русские пароходы с английскими и французскими флагами. То приходят, то уходят… Лодки неустанно перевозят с мола на пароходы пассажиров».
В воспоминаниях Е. П. Клейнмихель: «…Из Севастополя были посланы английские пассажирские и военные суда и миноносцы, и на другой день все собрались на молу в Ялте. Это была грустная картина, все эти беженцы, большинство из них больные и старые и все удрученные горем покинуть свою родину, сидящих на мешках и пледах (сундуков было запрещено брать) в ожидании нагрузки на пароходы. Нас сначала повезли в Севастополь, говоря, что там нам предоставят возможность, ехать ли на Кавказ или заграницу. Императрица исполнила до конца свое обещание и согласилась на отход Malborough, лишь, когда последний пароход с беженцами был нагружен. Вместо того, чтобы эскадра эскортировала судно на котором была Императрица, это Она, как Мать, прикрывала отлет своих детей. В Севастополе нам объявили, что на Кавказ ехать нельзя, и, перегрузив нас на другие суда, нас повезли в Константинополь и Принцевы острова на три дня и опять в Константинополь…».
Значительная доля уезжавших составили семьи добровольцев, но много оказалось и других беглецов.
О социальном составе беженцев из Ялты говорит деталь, подмеченная очевидцем  "... одна семья прибыла в таком состоянии чрезвычайной паники, что по достижении гавани они выпрыгнули из своего легкового автомобиля и бросились вниз на причал, оставив двигатель автомобиля все еще работающим. На том причале были достаточно много оставленных автомобилей, чтобы обеспечить по крайней мере по одному каждому офицеру [линкора Мальборо] на судне ."

## Последствия и оценки
В апреле 1919 года основная военная, организационная и агитационная деятельность центрального Советского правительства была направлена на борьбу с Колчаком. Поэтому южное направление делегировалась СНК УССР под руководством Х. Г. Раковского. Достигнутое в определённом смысле случайно, революционным порывом масс, без приказа верховного командования, занятие Крыма частями Украинской советской армией, относительно малыми силами, тем не менее было крупной победой Советской власти. Главы Советского государства В. И. Ленин, выступая на Красной площади в Москве 1 мая 1919 года, сказал:
«Оставление Одессы и Крыма показывает, что англо-французские солдаты не желают сражаться против Советской России, и в этом — залог нашей победы… …Севастополь совершенно очищен от французских отрядов. Таким образом… сегодня в освобожденном Севастополе развевается красное знамя пролетариата, празднующего свой день освобождения от империалистских банд».
Однако достигнутые на юге победы уже в мае были девальвированы мятежом атамана Григорьева, большевики начали упускать украинскую деревню, росла атаманщина. Соответственно нарушалась связь Крыма с Центральной Россией. При этом у Добровольческой армии остался Керченский полуостров. Поэтому положение  Крымской социалистической советской республики было непрочно. Набранная относительно небольшая Крымская советская армия была брошена на Григорьева. Десант ВСЮР привёл к краху крымской обороны красных. Хотя большевики закрепились в Крыму всего на 75 дней и вынуждены были летом повторно отступить, последующие белые власти Деникина и Врангеля уже не воспринимались как легитимно избранные населением Крыма и представляющие его интересы.
Бобровский П. С. пережил обе Крымские эвакуации, в 1919 году как министр краевого правительства и в 1920 году как редактор газеты «Южные ведомости». В мемуарах он их сравнивает, причём видно, что к 1920 году накопилась безысходность и безразличие: «В нашем вагоне были почти исключительно военные и чиновники с семьями. В большинстве это были люди, давно потерявшие оседлость, попавшие в Крым уже как беженцы. Многие из них не раз проходили через „эвакуации“. Я слышал, как в разговорах эта эвакуация сравнивалась с прошлой, с позапрошлой. В прошлом году — остров Кипр, Мальта, потом — Севастополь, Новороссийск. Теперь впереди — Константинополь, может быть, Алжир. Не все ли равно, куда повезут? Лишь бы попасть на пароход. А пока надо поесть да чайку попить, да вот чтобы не очень тесно было сидеть».